# Шродер, Том
Том Шродер (род. 1954, Нью-Йорк, Нью-Йорк) — американский журналист, писатель и редактор, который работал в The Washington Post на протяжении многих лет.

## Биография
Шродер окончил Флоридский университет.
В 1999 году, основываясь на работах канадского психолога Яна Стивенсона, пишет книгу «Старые души: научные свидетельства прошлых жизней». В 2011 году соавторстве с Джоном Конрадом пишет «Огонь за горизонт: нерассказанная история о нефтяной катастрофе в Мексиканском заливе». В 2014 году пишет о возрождении исследований в области медицинского применения психоделических наркотиков «Кислотный тест: ЛСД, экстази и сила исцеления». В 2016 году Шродер становится автором исследования о своём деде, лауреате Пулитцеровской премии, писателе Маккинли Канторе под названием «Самый известный писатель, который когда-либо жил: правдивая история моей семьи» (2016);
В 1996 году Шродер задумал и отредактировал Голый пришёл в Манати. В 1995 году Том совместно с Джоном Барри пишет Видя свет: пустыня и спасение: сказка фотографа.
Как редактор The Washington Post Magazine, он курировал над персоналом, а также писателем Джин Вайнгартенс дважды лауреатом Пулитцеровской премии за сенсационные истории «Скрипач в метро» (2008) и «Фатальное отвлечение внимания» (2010). В качестве независимого редактора Нью-Йорк Таймс он редактировал такие бестселлеры как Потрясённый: работай, люби и играй, когда никто не имеет времени, написанный Бриджид Шульте, и «Сверхсекретная Америка», написанная Даной Прист и Уильямом Аркин.
Шродеровская «Охота на Бен Ладена» (2011) основана на 15 годах работы для The Washington Post и стала номером один среди продаваемых Kindle single на Amazon.com. Шродер также известен как соавтор массовой «ночной поисковой игры» Охоты в тропиках, которая позже стала «Вестником охоты» в Майами и «Почтовой охоты» в Вашингтоне.
В сентябре 2016 года Шродер присоединился к телевизионному кабельному каналу Fusion в качестве редактора стандартов.